# Refsvindinge Sogn
Refsvindinge Sogn ist eine Kirchspielsgemeinde (dän.: Sogn)
auf der Insel Fyn (dt.: Fünen) im südlichen Dänemark.
Bis 1970 gehörte sie zur Harde Vindinge Herred im damaligen Svendborg Amt, danach zur Ørbæk Kommune im
Fyns Amt, die im Zuge der  Kommunalreform zum 1. Januar 2007 in der
Nyborg Kommune in der Region Syddanmark aufgegangen ist.
Im Kirchspiel leben 913 Einwohner, davon 555 im Kirchdorf (Stand: 1. Januar 2023).
Im Kirchspiel liegt die Kirche „Refsvindinge Kirke“.
Nachbargemeinden sind im Norden Kullerup Sogn, im Osten Vindinge Sogn, im Süden Ørbæk Sogn, im Westen Herrested Sogn und im Nordwesten Ellinge Sogn.